# August Bier
August Karl Gustav Bier (24 de noviembre de 1861-12 de marzo de 1949) fue un cirujano alemán y el pionero de la anestesia espinal. Después de dictar cátedras en Greifswald y Bonn, Bier se convirtió en  profesor de la Charité en Berlín. 
Bier realizó un gran avance en anestesia espinal en 1898, cuando realizó la primera anestesia espinal planeada en una serie de 6 pacientes que iban a ser operados de las extremidades inferiores. Cada uno de ellos recibió una dosis de cocaína en la columna vertebral. No hubo grandes complicaciones, a excepción de presentar náuseas, vómitos y dolor de cabeza después del procedimiento. Después de esta serie, el propio Bier recibiría el mismo tratamiento, administrado por su asistente, el doctor Hildebrandt. 
Lamentablemente, aunque la aguja espinal fue colocada correctamente, el líquido cefalorraquídeo fluyó libremente por ella, ya que la jeringa y la aguja no encajaban bien. Como resultado de ello, el Dr Bier adquirió conocimientos de primera mano sobre el desagradable dolor de cabeza después de una punción de columna vertebral. En cambio el Dr Hildebrandt (que recibió el tratamiento tras Bier) se convirtió en el primer beneficiario de anestesia espinal que se logró utilizando cocaína. Después de la inyección, el Dr Hildebrandt sintió sus piernas adormecidas. Más tarde la analgesia profunda de sus piernas quedó demostrada con repetidas patadas a sus espinillas, aunque el efecto duró poco tiempo. Bier y Hildebrandt celebraron este éxito con vino y puros.   
En 1908 fue pionero en el uso de la analgesia intravenosa con procaína. Los anestesiólogos siguen utilizando el término anestesia regional con bloqueo de Bier por vía intravenosa, cuando un anestésico local, generalmente lidocaína, se inyecta en una vena de una extremidad por debajo de un torniquete que se encuentra en una presión lo suficientemente elevada como para atrapar al anestesico.  
De Bier es la conocida cita: «Los científicos médicos son gente agradable, pero usted no debería permitir que ellos lo traten».

## Literatura
- Albrecht Milnik: August Bier. In ders. (eds.) et al.: Im Dienst am Wald – Lebenswege und Leistungen brandenburgischer Forstleute. Brandenburgische Lebensbilder. Verlag Kessel, Remagen-Oberwinter 2006, ISBN 3-935638-79-5, pp. 262-264
- G. Riehl: Zum 100. Geburtstag von Geheimrat Professor August Bier. In: Forstarchiv. 32. Jahrgang, Heft 12/1961, pp. 247-248
- H. Pagel: Das bewegte Leben des August Bier. FOCUS MUL 22, Heft 2 (2005), pp. 05 (Zeitschrift der Universität Lübeck)
- Doms, Misia Sophia: August Biers Aufsatz „Wie sollen wir uns zu der Homöopathie stellen?“ und die nachfolgende Diskussion um die Homöopathie in der deutschen Ärzteschaft. In: Medizin, Gesellschaft und Geschichte 23 (2005). pp. 243-282
- K. Vogeler: August Bier, Leben und Werk. Copyright J.F.Lehmanns Verlag. München-Berlin (1941)